# Pilotrichidium leonii
Pilotrichidium leonii là một loài Rêu trong họ Hookeriaceae. Loài này được (Thér.) H.A. Crum & E.B. Bartram mô tả khoa học đầu tiên năm 1958.